# Paul McCormack
Paul McCormack (nascido em 26 de junho de 1963) é um ex-ciclista irlandês que competiu no ciclismo nos Jogos Olímpicos de Verão de 1988, representando a Irlanda.